# آلبرتو بوستامانت بلانود
آلبرتو بوستامانت بلانود (به اسپانیایی: Alberto Bustamante Belaunde) (زاده ۱۲ سپتامبر ۱۹۵۰ – درگذشته ۷ فوریه ۲۰۰۸) سیاست‌مدار اهل پرو بود. وی از ۱۰ اکتبر ۱۹۹۹ تا ۲۸ ژوئیه ۲۰۰۰ نخست‌وزیر این کشور بود.